# كتانية دمشقية
الكتانية الدمشقية (باللاتينية: Linaria damascena) نوع نباتي يتبع جنس الكتانية من الفصيلة الحملية من رتبة الشفويات.

## الموئل والانتشار
تنتشر في بلاد الشام.